# Teresa Marzia
Teresa Marzia (Taranto, 25 maggio 1966) è una fumettista italiana.

## Biografia
Trasferitasi in provincia di Bergamo, dopo il liceo ha frequentato la "Scuola del fumetto" di Milano.
Dopo alcune collaborazioni nel campo dell'illustrazione (fra cui qualche album da colorare di Barbie per la Mattel), ha esordito nel mondo del fumetto nel 1991 con la breve serie "Moon Police Dpt.", su testi del marito Federico Memola, per la rivista "Fumo di China" (Edizioni Ned 50).
Successivamente ha realizzato alcune brevi storie per Intrepido (Casa Editrice Universo) e nel 1995 ha iniziato la sua collaborazione con la Sergio Bonelli Editore, per la quale ha realizzato graficamente il n. 1 della serie Legs Weaver. Nel 1999, sempre per la Bonelli, è stata creatrice grafica della serie Jonathan Steele, di cui ha disegnato anche alcuni albi. Quando la serie passa alla Star Comics, nel 2004, ne è divenuta copertinista, ruolo che ha ricoperto fino alla chiusura della serie regolare con l'albo numero 53.
Tra il 2006 e il 2007 ha disegnato alcune storie di Winx Club per la testata Il Giornalino (Edizioni San Paolo).
Contemporaneamente alla carriera di fumettista ha continuato a portare avanti anche quella di illustratrice, realizzando cartoline e immagini pubblicitarie per la Bonelli e illustrazioni a colori per il portale web Kataweb, PSM (Future Media Italy) e Giochi per il mio computer (Gruppo Editoriale Sprea). Dal 2008 collabora anche agli albi Stick & Fun di Winx Club, mentre dal 2009 è fra i collaboratori della collana Disegna Manga&Anime della De Agostini. Dal 2010 disegna due albi della serie Huntik - Secrets & Seekers, edita dalla Rainbow S.p.A.. A partire dal 2014, affianca a quella di disegnatrice l'attività di colorista, colorando storie per la ristampa di Tex venduta in allegato a Repubblica e per Topolino edito da Panini Comics.